# Papilio troilus
Papilio troilus is een vlinder uit de familie van de pages (Papilionidae). De wetenschappelijke naam werd gepubliceerd in 1758 door Carl Linnaeus in de tiende editie van Systema naturae.
De vlinder komt voor in het centraal en oostelijk deel van de Verenigde Staten. De rupsen leven tussen de bladeren van de waardplanten, vooral Lindera benzoin of sassafras (Sassafras albidum). Het zijn meesters in mimicry. De jonge larven lijken op vogelpoep en zijn groen tot bruin met soms een witte vlek. Als ze niet actief zijn beschermen ze zich met een blad als omhulsel. In latere stadia zijn ze bovenaan limoengroen en onderaan bruin, met een gele langsstreep ertussen. De rups heeft dan vier oranje "oogvlekken" waarvan de twee voorste zwarte "pupillen" hebben, waardoor de rups eruitziet als een kleine slang. Een reeks kleine blauwe vlekken loopt verder op de rug. De rups verpopt in een zijden cocon aan de onderzijde van een blad, en de kleur weerspiegelt die van de bladeren (groen of bruin naargelang het seizoen). De rupsen zijn ongeveer 55 mm lang.
De volwassen vlinders hebben een vleugelwijdte van 76 tot 100 mm. Deze vlinders gebruiken zelf ook mimicry; ze hebben namelijk een vrijwel gelijk kleurenpatroon als Battus philenor, een andere vlinder die in hetzelfde gebied voorkomt en die een onaangename smaak heeft en min of meer giftig is.